# Hianga'a Mbock
Hianga'a Mbock, né le 28 décembre 1999 à Brest en France, est un footballeur français qui évolue au poste de milieu central au Stade brestois 29.

## Biographie

### Stade brestois 29
Né à Brest en France, Hianga'a Mbock est formé par le Stade brestois 29, club qu'il rejoint à l'âge de 13 ans.
Il joue son premier match en professionnel le 30 octobre 2019, lors d'une rencontre de coupe de la Ligue face au FC Metz. Il est titulaire lors de cette rencontre remportée par son équipe aux tirs au but. Il joue son premier match de Ligue 1 le 23 novembre 2019, contre le FC Nantes. Il est titularisé au milieu de terrain aux côtés d'Ibrahima Diallo, et les deux équipes se séparent sur un match nul (1-1). Il inscrit son premier but en professionnel lors de sa deuxième apparition en Ligue 1, le 11 janvier 2020, face au Toulouse FC. Il participe ainsi à la victoire de son équipe par cinq buts à deux. Cette réalisation d'une frappe du droit lointaine sous la barre est notamment saluée par la presse. Le 18 mai 2020, Mbock prolonge son contrat avec son club formateur jusqu'en 2024.

### SM Caen
Le 31 août 2022, Hianga'a Mbock est prêté pour une saison au SM Caen. Le 2 septembre il fait ses débuts pour Caen en tant que titulaire contre Le Havre en Ligue 2 (défaite 2-1). Il inscrit son premier but pour Caen le 13 mai 2023 en championnat contre le Nîmes Olympique lors d'une victoire 4-2.
Le 1er septembre 2023, Mbock est prêté pour une saison supplémentaire au SM Caen.

### Vie personnelle
Hianga'a Mbock est le frère cadet de Griedge Mbock, footballeuse internationale française.

## Statistiques
| Saison                | Club                  | Championnat           | Championnat | Championnat | Championnat | Coupe nationale | Coupe nationale | Coupe nationale | Coupe de la Ligue | Coupe de la Ligue | Coupe de la Ligue | Compétition(s) continentale(s) | Compétition(s) continentale(s) | Compétition(s) continentale(s) | Compétition(s) continentale(s) | Total | Total | Total |
| Saison                | Club                  | Division              | M.          | B.          | P.d.        | M.              | B.              | P.d.            | M.                | B.                | P.d.              | Comp.                          | M.                             | B.                             | P.d.                           | M.    | B.    | P.d.  |
| 2019-2020             | Stade brestois 29     | Ligue 1               | 2           | 1           | 0           | -               | -               | -               | 3                 | 0                 | 1                 | -                              | -                              | -                              | -                              | 5     | 1     | 1     |
| 2020-2021             | Stade brestois 29     | Ligue 1               | 12          | 0           | 0           | 1               | 0               | 0               | -                 | -                 | -                 | -                              | -                              | -                              | -                              | 13    | 0     | 0     |
| 2021-2022             | Stade brestois 29     | Ligue 1               | 14          | 0           | 0           | 3               | 0               | 0               | -                 | -                 | -                 | -                              | -                              | -                              | -                              | 17    | 0     | 0     |
| 2022-2023             | Stade brestois 29     | Ligue 1               | 2           | 0           | 0           | -               | -               | -               | -                 | -                 | -                 | -                              | -                              | -                              | -                              | 2     | 0     | 0     |
| 2023-2024             | Stade brestois 29     | Ligue 1               | 2           | 0           | 0           | -               | -               | -               | -                 | -                 | -                 | -                              | -                              | -                              | -                              | 2     | 0     | 0     |
| 2024-2025             | Stade brestois 29     | Ligue 1               | 1           | 0           | 0           | -               | -               | -               | -                 | -                 | -                 | C1                             | -                              | -                              | -                              | 1     | 0     | 0     |
| Sous-total            | Sous-total            | Sous-total            | 33          | 1           | 0           | 4               | 0               | 0               | 3                 | 0                 | 1                 | -                              | -                              | -                              | -                              | 40    | 1     | 1     |
| 2022-2023             | SM Caen (prêt)        | Ligue 2               | 24          | 1           | 1           | 2               | 0               | 0               | -                 | -                 | -                 | -                              | -                              | -                              | -                              | 26    | 1     | 1     |
| 2023-2024             | SM Caen (prêt)        | Ligue 2               | 20          | 1           | 0           | 2               | 0               | 0               | -                 | -                 | -                 | -                              | -                              | -                              | -                              | 22    | 1     | 0     |
| Sous-total            | Sous-total            | Sous-total            | 44          | 2           | 1           | 4               | 0               | 0               | -                 | -                 | -                 | -                              | -                              | -                              | -                              | 48    | 2     | 1     |
| Total sur la carrière | Total sur la carrière | Total sur la carrière | 77          | 3           | 1           | 8               | 0               | 0               | 3                 | 0                 | 1                 | -                              | -                              | -                              | -                              | 88    | 3     | 2     |